# Steinkiste von Ratekau

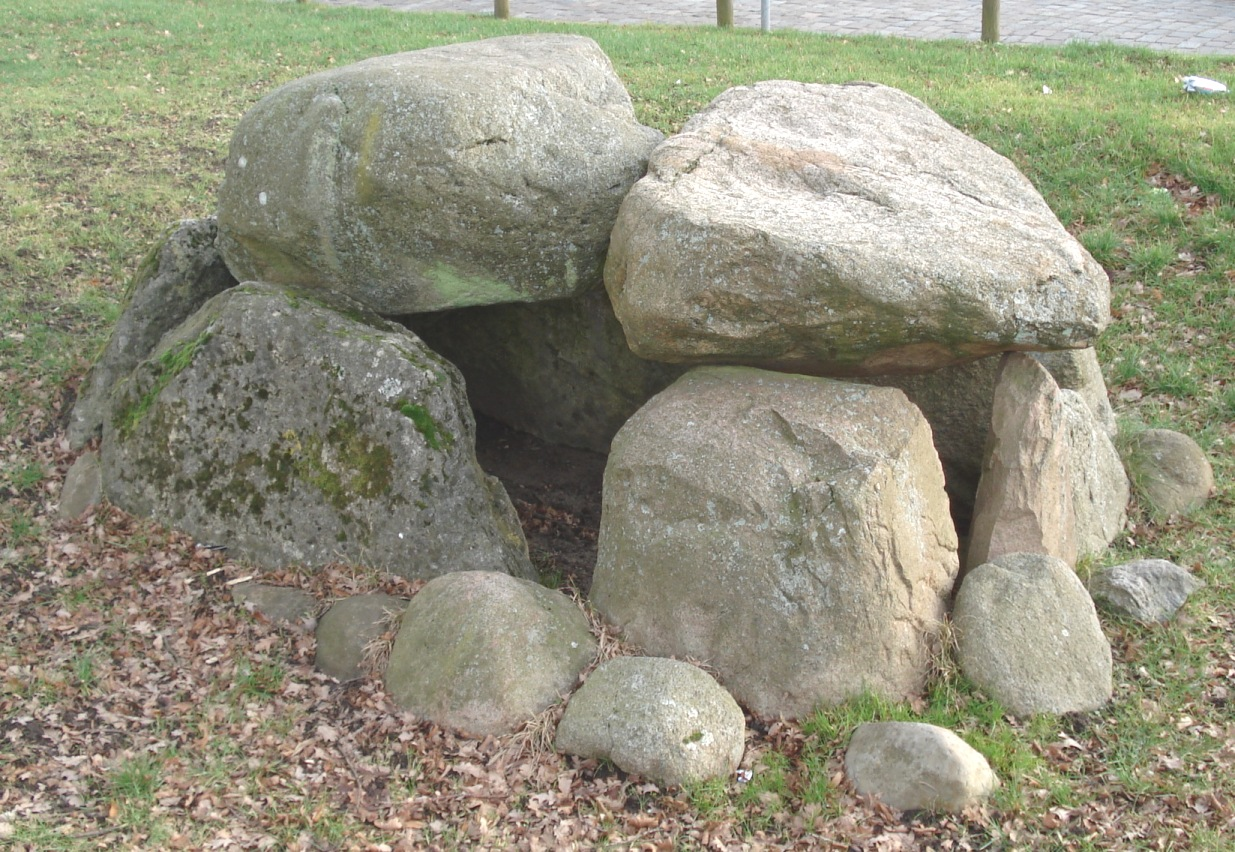
Steinkiste von Ratekau unsachgemäß ergänzt rekonstruiert und umgesetzt

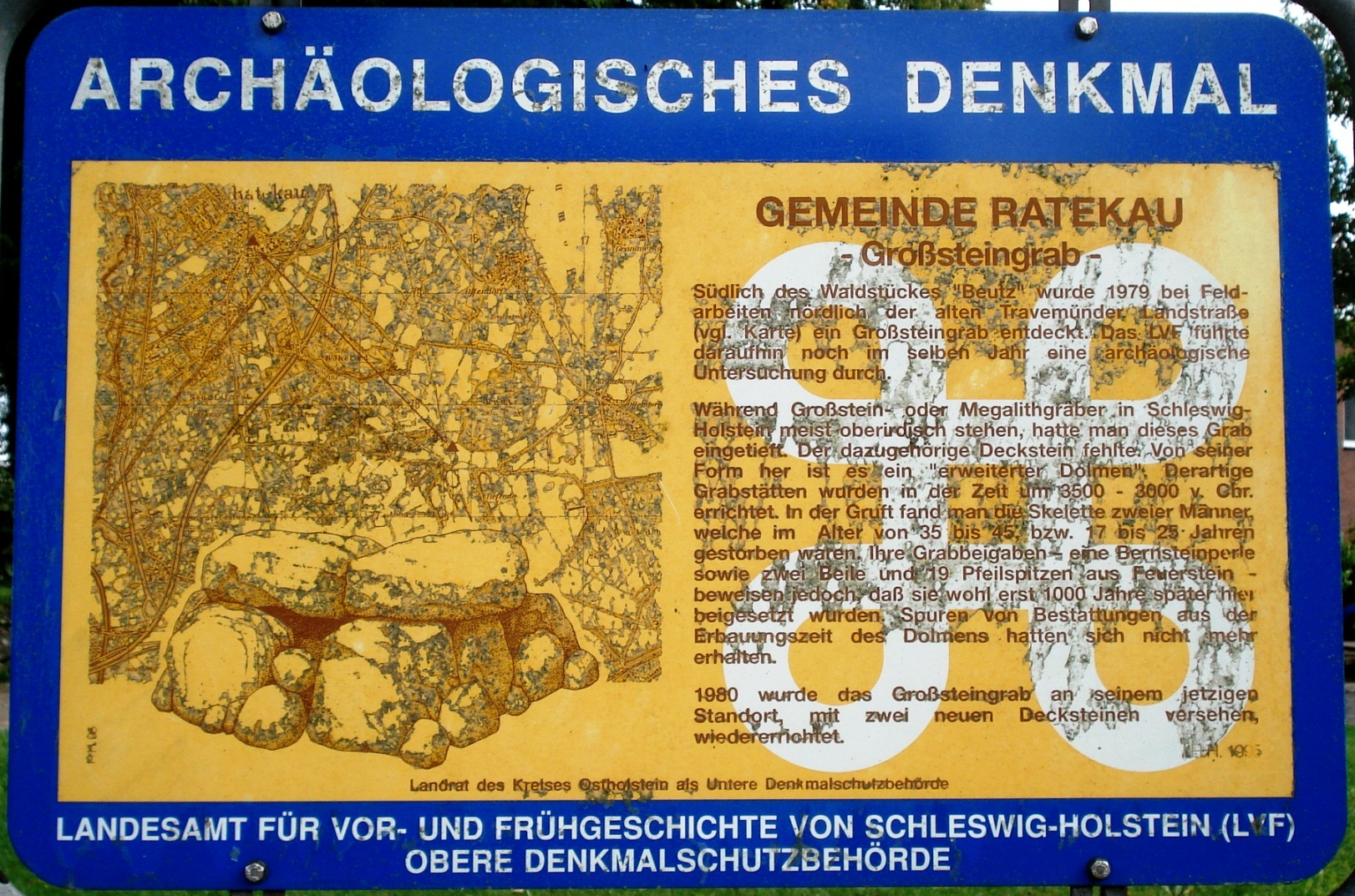
Informationstafel an der Steinkiste von Ratekau – u. a. wird der Fundort dargestellt

Die so genannte Steinkiste von Ratekau firmiert in der Literatur auch unter der korrekten Bezeichnung „Dolmen von Ratekau“ (LA 200). Sie stammt aus dem nahen Sereetz, nordöstlich von Lübeck in Schleswig-Holstein, wo sie 1979 entdeckt wurde.

## Beschreibung
Der archäologische Befund zeigte eine ungewöhnlich große Grube von etwa 10,0 × 8,0 m, die 1,4 m in den Boden eingetieft war. Die Kammer bestand aus vier größeren Monolithen, die die Nord- und Südseite der Anlage bildeten. Der westliche Endstein war ebenso wie die beiden Decksteine zuvor bei privaten Aktionen entfernt worden. Außen war die Anlage von Feldsteinen unterschiedlicher Größe eingefasst. Die Westseite war durch kleinere Steine verschlossen. Im westlichen Teil der innen nur etwa 2,0 m × 1,4 m großen Kammer hatte sich die Bodenpflasterung aus ausgebranntem Feuerstein erhalten. Dass es sich um ein Grab handelt, belegen menschliche Knochenreste, die vermutlich zu zwei Männern gehören, die ein Alter von 17–25 bzw. 35–45 Jahren erreichten. Zahlreiche Grabbeigaben konnten geborgen werden. Darunter waren zerscherbte Keramik, geschliffene Flintbeile, Pfeilspitzen unterschiedlicher Form und das Fragment einer Bernsteinperle. Dieses Inventar belegt, dass die zuletzt Bestatteten nicht während der Zeit der Trichterbecherkultur (etwa 4.000-2.800) lebten, in der die meisten Megalithgräber gebaut wurden, sondern wesentlich später. Während zunächst die Nachbestattung in einer älteren Grabanlage in Betracht gezogen wurde, spricht nun vieles dafür, dass die in die Erde eingetiefte Steinkiste erst am Ende der Jungsteinzeit während der Anwesenheit der Glockenbecherleute angelegt wurde.
Seit 1980 steht die Steinkiste (unsachgemäß oberirdisch) auf einem Rasen im Zentrum von Ratekau (in unmittelbarer Nähe zur Ratekauer Feldsteinkirche und zur Wilhelmseiche in Ratekau).

## Eingetiefte Grabbauten in Schleswig-Holstein
Anlagen der TBK insgesamt; n. J. Hoika:
- unmegalithisch 79,4 %
- Rechteckdolmen 11,9 %
- Ganggräber      4,0 %
- sonst. megalith.3,2 %
- Großdolmen      1,6 %